# Tobias Wilhelmi junior
Tobias Wilhelmi junior (* um 1669; † 18. Jahrhundert) war ein deutscher Bildhauer.

## Leben
Wilhelmi wurde als Sohn des Bildhauers Tobias Wilhelmi senior und seiner Ehefrau Maria Wilhelmi, geborene Lindener als zweiter Sohn geboren. Er ergriff wie sein Vater den Beruf des Bildhauers. Die Familie lebte in den Häusern Spiegelhof 2 und 3 in Magdeburg. 1691, Wilhelmi junior war 22 Jahre alt, verstarb sein Vater. Vermutlich führte er als Sohn die Werkstatt seines Vaters weiter und veränderte den väterlichen Stil. Er wurde auch Eigentümer der Häuser Spiegelhof 2 und 3. 1702 verkaufte er jedoch das Haus Spiegelhof 2, 1705 auch den Spiegelhof 3. Das weitere Schicksal Wilhelmi juniors ist unbekannt.

## Werke (Auswahl)

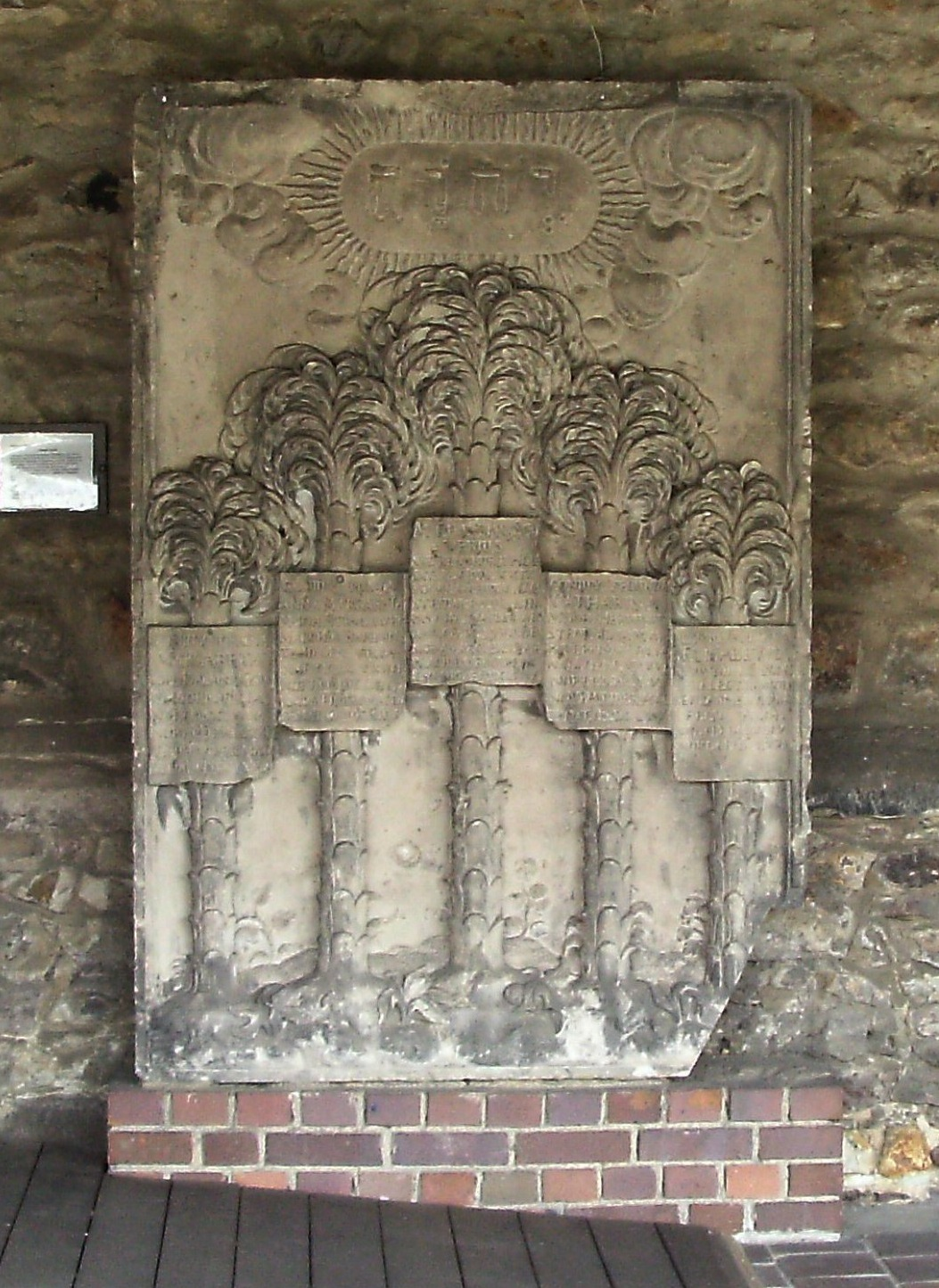
Noch zu Lebzeiten Christian Scrivers für ihn und seine vier Ehefrauen angefertigtes Grabdenkmal, heute Wallonerkirche, 2012

- Epitaph für den Domprediger Friedrich Wilhelm Leyser († 1691) im Magdeburger Dom[4]
- Grabdenkmal für Christian Scriver in der Jakobikirche Magdeburg, 1692, später umgesetzt in die Wallonerkirche
- Epitaph für Anna Margareta von Platen in der Nicolaikirche Eichenbarleben, 1694
- Schnitzwerk der Orgel der Johanniskirche Magdeburg, 1697
- Grabplatte des Obersten Jakob Bertram († 1697) in der Jakobikirche Magdeburg